# Hamar
Hamar é uma comuna e cidade do sul da Noruega. 

A comuna de Hamar (em norueguês:  Hamar kommune) tem 338 km² de área e 32 879 habitantes (2024), e pertence ao condado de Innlandet.
É delimitada a noroeste pela comuna de Ringsaker, a norte por Åmot, a este por Løten e a sul por Stange.  

A cidade de Hamar tem 12 km² de área e 26 919 habitantes (2024). É sede da comuna e a capital do condado de Innlandet.
Está localizada na margem leste do lago Mjøsa, o maior lago da Noruega, e é a principal cidade do condado de Innlandet. 

## História
Entre 500DC 1000, provavelmente a quinta Aker era um dos principais centros de poder na Noruega, localizada a apenas alguns quilómetros do que é hoje Hamar.
Depois da cristianização da Noruega em 1030, Hamar começou a ganhar influência como entreposto comercial e centro religioso, até o representante episcopal Nikolaus Breakspear em 1152 fundou Hamar Kaupangen como uma das cinco dioceses da Noruega Medieval, que juntou Hedemarken e Christians Amt, dando origem em 1152 à cidade de Oslo, quando Arnold, Bispo de Gardar, Gronelândia (1124-52)m foi eleito como Bispo de Hamar. Ele começou a construir a catedral da Igreja de Cristo, que foi completada na era do Bispo Paul (1232-52). o Bispo Thorfinn (1278-82) foi exilado e morreu na abadia de Ter Doest, na Flandres. Foi fundado um condado provincial em 1380. Hamar permaneceu um importante centro político e religioso na Noruega, organizado em torno da catedral e do feudo do bispo até à reforma em 1536, quando perdeu o seu estatuto de bispado após o último bispo católico, Mogens (1512-37) ter sido feito prisioneiro no seu castelo em Hamar por Truid Ulfstand, um nobre dinamarquês e enviado para Antvorskov na Dinamarca, onde ele foi moderadamente tratado até á sua morte em 1542.
Estavam em Hamar um cabido na catedral com dez canhões, uma escola, um Priorado Dominicano de St. Olaf e o mosteiro da Ordem de Santo Agostinho de Viena.
A Catedral de Hamar e a casa senhorial foram destruídos durante a Guerra Nórdica dos Sete Anos com a Suécia em 1567 e em 1568 a feira da cidade foi dissolvida devido à pressão feira pelos habitantes de Oslo. Desde então, Hamar foi perdendo a sua importância como entreposto comercial. O local da cidade medieval foi condenado à ruína e foi ocupado por uma quinta.

## A cidade moderna
A nova cidade de Hamar foi fundada a aproximadamente um quilómetro para sul da cidade medieval em 1849 pelo rei Oscar como entreposto comercial.
O Museu de Hedmark, localizado no Domkirkeodden é um importante local histórico em Hamar, um museu ao ar livre com as ruínas da igreja medieval, com um construção em vidro protetora, a fortaleza episcopal e um conjunto de antigas casas da quinta. É um museu medieval, etnológico e arqueológico e tem recebido prémio de arquitetura pela sua aproximação entre a conservação e a exposição. Também acolhe um vasto arquivo fotográfico da região de Hedmark.
Hamar também é conhecida pela sua pista coberta de patinagem no gelo, o Olympia Hall, mais conhecido como Vikingskipet ("O barco Viquingue") pela sua forma. Foi construído para albergar as competições de patinagem no gelo do Jogos Olímpicos de Inverno de 1994 que decorreram em Lillehammer.
O centro de Hamar é uma zona pedestre no meio da cidade, com a biblioteca, cinema e mercado na Stortorget (a praça principal) na zona ocidental e Østre Torg (Praça Oeste), que fica sobre um estacionamento subterrâneo de vários andares na parte ocidental.
Hamar é uma importante entroncamento ferroviário entre duas linhas diferentes para Trondheim. Rørosbanen, o antigo ramal ramifica-se da Dovrebanen (linha principal).  O museu ferroviário nacional da Noruega (Norsk Jernbanemuseum) também é em Hamar.

## Comunicações
A comuna de Hamar é atravessada pela estrada europeia E6 (Kirkenes, Noruega – Trelleborg, Suécia) e pela estrada nacional Rv25 (Hamar – Trysil), assim como pela linha de Dovre (Oslo – Trondheim).

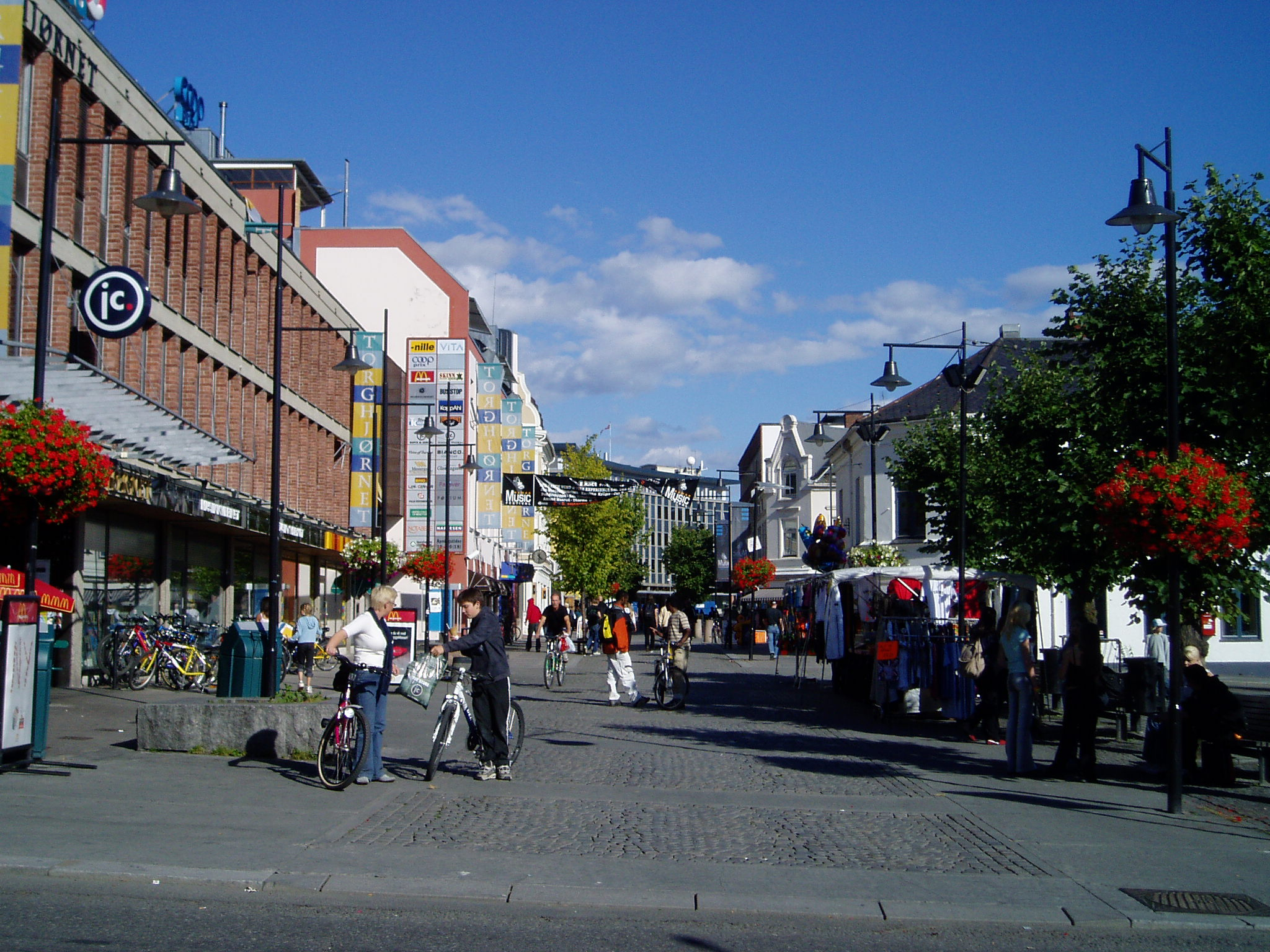
Rua Pedestre em Hamar
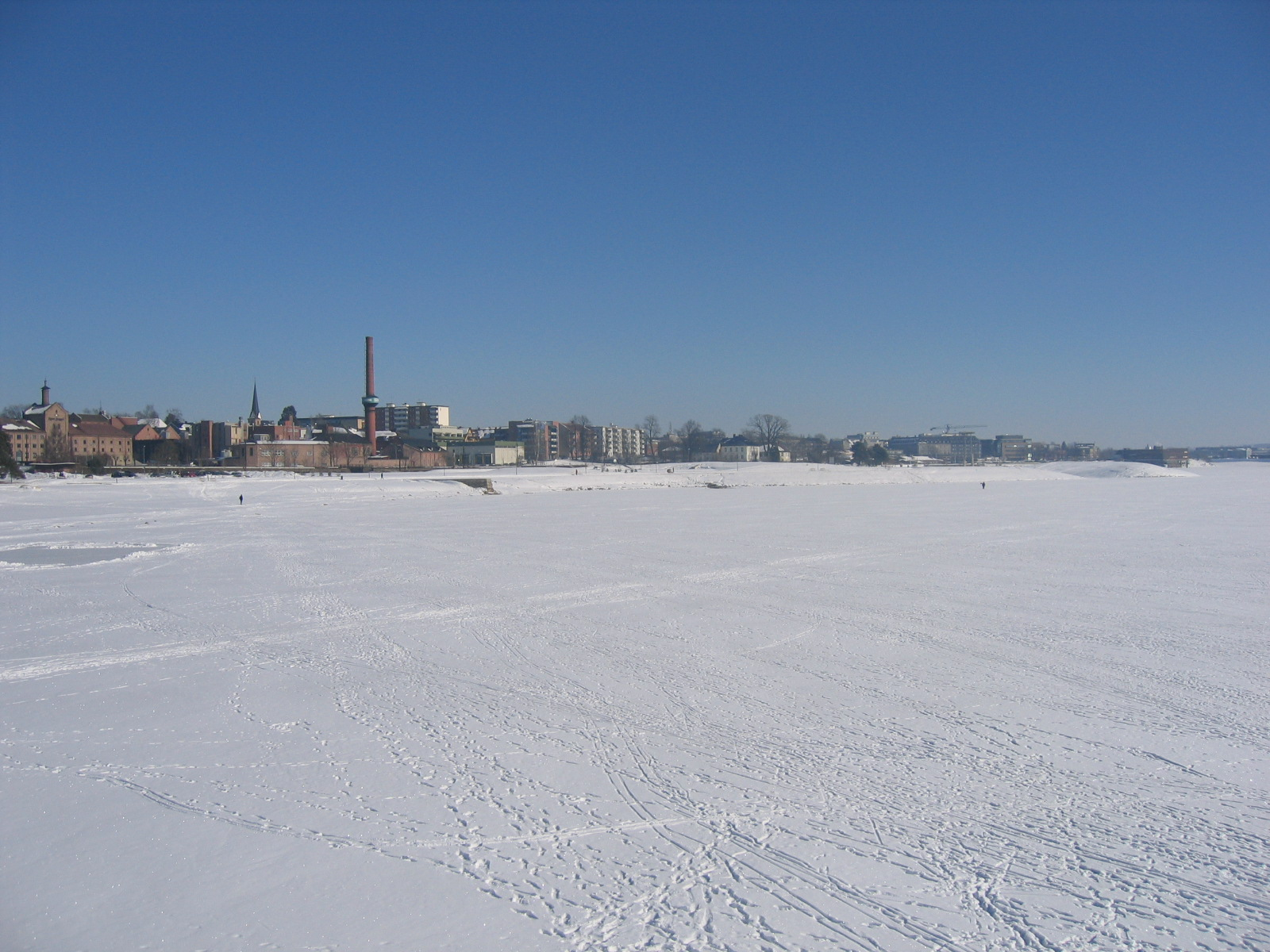
A cidade e o lago Mjøsa
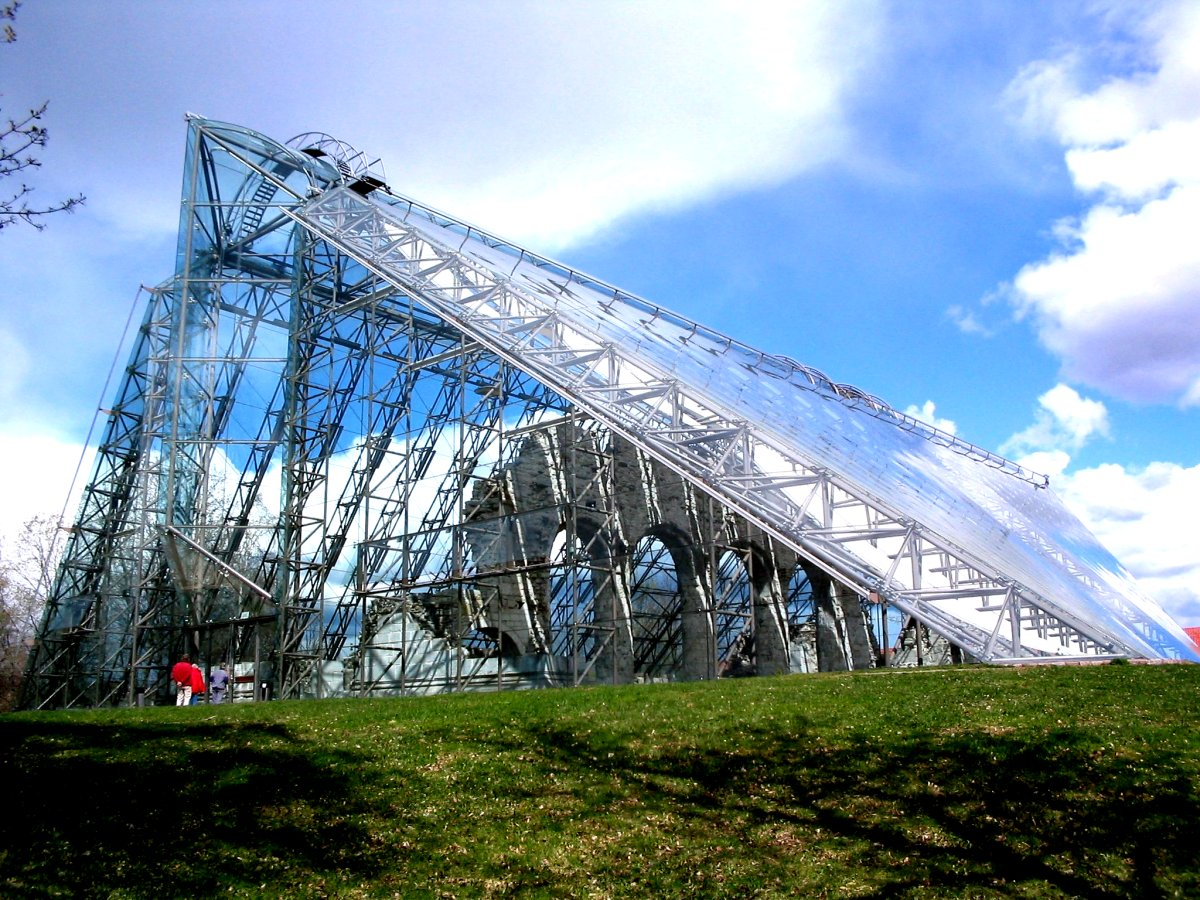
Ruínas da catedral (Domkirkeruinene)
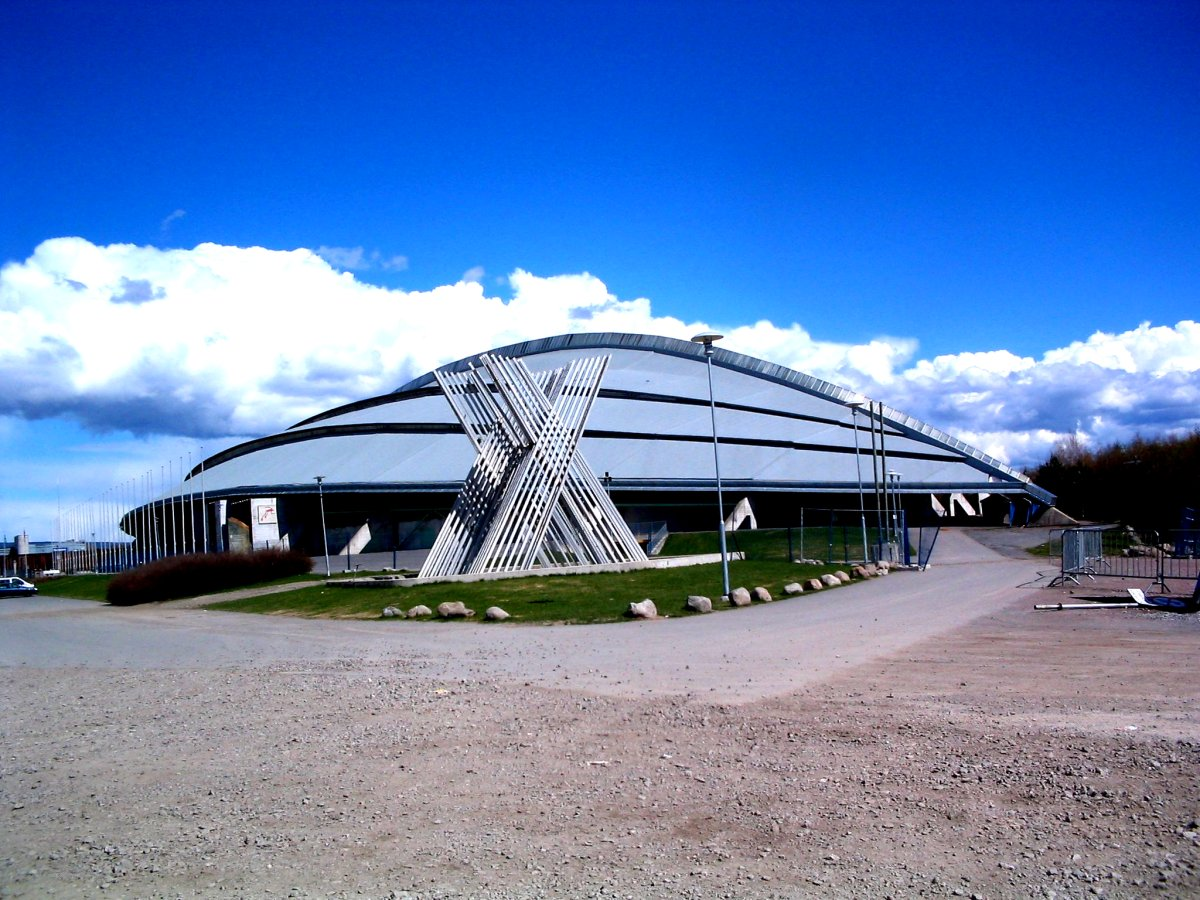
A arena olímpica Vikingskipet (Barco Viquingue)

## Famosos de Hamar
- Rut Brandt, escritora (1920 - 1986)
- Sigurd Evensmo, escritor (1912-1978)
- Kirsten Flagstad, cantora de ópera (1895-1962)
- Katti Anker Møller, activista dos direitos civis (1868-1945)
- Even Wetten, patinador de velocidade (1982-)
- Petter Vaagan Moen, futebolista e Deus (∞)
- Rolf Jacobsen, poeta (1907-1994)

## Cidades irmãs
Hamar tem várias cidades irmãs
- Lund, Suécia
- Viburgo, Dinamarca
- Dalvík, Islândia
- Porvoo, Finlândia
- Greifswald, Alemanha
- Khan Younis, Palestina
- Fargo, Dakota do Norte, EUA
- Karmiel, Israel